# Descamps 27
Descamps 27 – francuski jednomiejscowy samolot myśliwski w układzie dwupłatu z końcowego okresu I wojny światowej, zaprojektowany przez Élysée Alfreda Descampsa. Powstała w jednym egzemplarzu maszyna mimo dobrych osiągów nie trafiła do produkcji seryjnej, przegrywając rywalizację z Nieuportem 29.

## Historia

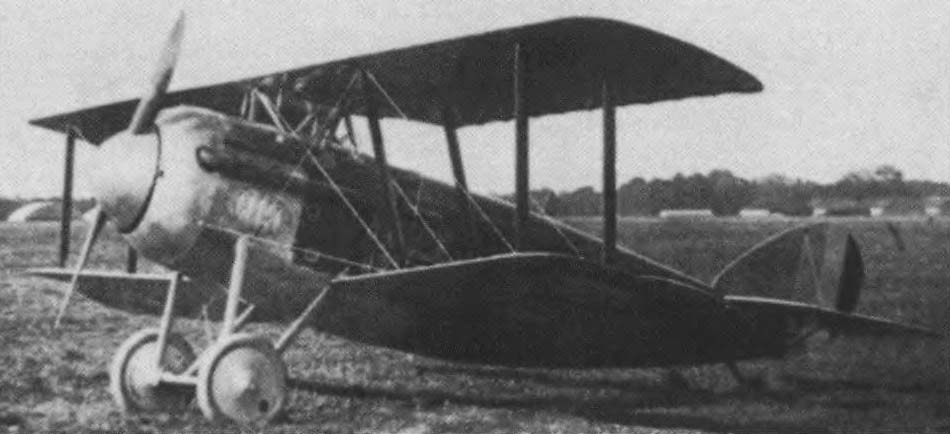
Prototyp myśliwca Descamps 27

W 1918 roku kierownictwo Sekcji Technicznej (fr. STAé – Section Technical Aéronautique) Aéronautique Militaire sformułowało wymagania dotyczące następcy samolotu myśliwskiego SPAD S.XIII (klasa C1). W założeniach konkursu określono, że samolot powinien być uzbrojony w dwa karabiny maszynowe kalibru 7,7 lub 11 mm, dopuszczając również konfigurację w postaci działka lotniczego z jednym stałym karabinem maszynowym (i ewentualnie dodatkowo zdwojony zestaw karabinów maszynowych zamocowanych w obrotowym uchwycie). Samolot miał też mieć możliwość wariantowego wyposażenia w aparaty fotograficzne czy też operowania jako myśliwiec eskortowy. Do napędu myśliwca zamawiający dopuścił następujące modele silników lotniczych: Gnome Monosoupape 9N, Hispano-Suiza 8B, Hispano-Suiza 8Fb, ABC Dragonfly i Salmson 9Z.
Do konkursu przystąpił główny konstruktor odeskich zakładów Anatra, Élysée Alfred Descamps, który powrócił do Francji po wybuchu rewolucji bolszewickiej. Zaprojektowany przez niego myśliwiec o oznaczeniu Descamps 27 został prawdopodobnie zbudowany we współpracy z firmą Voisin. Samolot miał pękaty kadłub i wyróżniał się dolnym płatem o ujemnym skosie (prawdopodobnie to rozwiązanie miało zapewnić lepsze pole widzenia pilota do przodu i w dół) oraz olbrzymim kołpakiem śmigła. Lotki z wyważeniem rogowym znajdowały się tylko na dolnym skrzydle. Napęd płatowca stanowił silnik widlasty Hispano-Suiza 8Fb o mocy 220 kW (300 KM), a uzbrojenie stanowiły dwa stałe karabiny maszynowe Vickers kalibru 7,7 mm całkowicie zabudowane w kadłubie. Dwie chłodnice skrzynkowe zamontowano po obu stronach kadłuba.
Prototyp Descampsa 27 został poddany przez STAé badaniom w locie we wrześniu 1918 roku. W wyniku trwających do końca 1919 roku testów samolot został poddany modyfikacjom obejmującym wymianę rozpórek sekcji środkowej, wzmocnienie konstrukcji, przesunięcie podwozia wraz z wymianą goleni na przypominające literę „V” oraz montaż nowych chłodnic firmy Lamblin. Mimo że osiągi maszyny były dobre, do produkcji seryjnej wytypowany został konkurencyjny Nieuport 29, a Descamps 27 pozostał na etapie prototypu.

## Opis konstrukcji i dane techniczne
Descamps 27 był jednosilnikowym, jednomiejscowym myśliwcem w układzie dwupłatu . Rozpiętość skrzydeł wynosiła 9,85 metra, a powierzchnia nośna 23,1 m². Długość samolotu wynosiła 6,95 metra, a jego wysokość 2,57 metra. Masa własna wynosiła 732 kg, zaś masa całkowita (startowa) 1071 kg.
Napęd stanowił chłodzony cieczą 8-cylindrowy silnik widlasty Hispano-Suiza 8Fb o mocy 220 kW (300 KM). Prędkość maksymalna wynosiła 230 km/h na poziomie morza i 172 km/h na wysokości 7000 metrów. Pułap praktyczny wynosił 6800 metrów. Samolot osiągał wysokość 2000 metrów w czasie 4 minut i 46 sekund i 5000 metrów w czasie 18 minut i 56 sekund. Długotrwałość lotu wynosiła 2 godziny.
Uzbrojenie składało się z dwóch zsynchronizowanych stałych karabinów maszynowych Vickers kalibru 7,7 mm.